# Oliver Mtukudzi

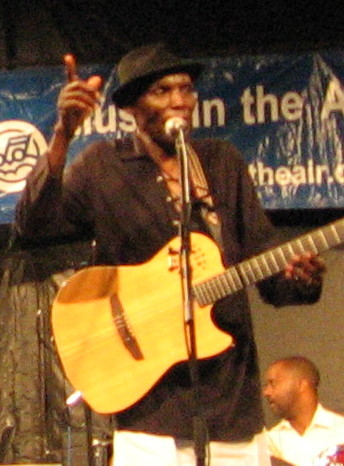
Oliver „Tuku“ Mtukudzi (2008)

Oliver „Tuku“ Mtukudzi (* 22. September 1952 in Highfield, Salisbury; † 23. Januar 2019 in Harare) war einer der bekanntesten Musiker aus Simbabwe.

## Leben
Mtukudzi wuchs in dem Vorort Highfield in Salisbury, dem späteren Harare, als ältestes von sieben Geschwistern auf. Er sang im Kirchenchor und interessierte sich für US-amerikanische Soulmusik. 1975 hatte er seinen ersten Hit, Stop After Orange. Die Auftrittsmöglichkeiten waren bis zum Rücktritt des damaligen Premierministers von Rhodesien im Jahr 1979 erschwert, weil das System Weiße bevorzugte. 1977 wurde Mtukudzi als Sänger und Gitarrist Mitglied der Band Wagon Wheels, der unter anderem auch Sänger Thomas Mapfumo und Gitarrist James Chimombe angehörten. Die Single Dzandimomotera wurde mit einer Goldenen Schallplatte ausgezeichnet. Im selben Jahr gründete er die Black Spirits – der Name all seiner späteren Bands mit einer Pause von 1987 bis 1989. 1990 lieferte Mtukudzi den Soundtrack zum simbabwischen Film Jit, in dem er auch selbst auftrat, 1993 schrieb er die Musik zum Film Neria. Zwei Jahre später komponierte er das Musikdrama Was My Child über das Schicksal simbabwischer Straßenkinder. 1998 erstellte er mit dem südafrikanischen Saxofonisten Steve Dyer das Theaterprojekt Mahube. Seine Texte waren eher unpolitisch. 2001 schrieb er aber das Lied Wasakara (deutsch etwa: „Du bist zu alt“), das offensichtlich auf den greisen Präsidenten Robert Mugabe anspielte. 2016 spielte er aber auf dem Million Man March, der von Mugabe und dessen Partei ZANU-PF veranstaltet wurde. Darüber hinaus gibt es mehrere Lieder Mtukudzis, die sich mit dem Thema HIV/AIDS auseinandersetzen, z. B. die Songs Todii, Mabasa, und Ndakuyambira. Da diese Lieder sehr beliebt waren und sind, haben sie zum Diskurs über Präventionskampagnen und die dafür angemessene Sprache beigetragen.
Mtukudzi sang seine Texte auf Shona, Ndebele und Englisch. Sein Stil zeigt unterschiedliche Einflüsse, darunter Shona mbira pop, Mbaqanga, traditionelle Musik Simbabwes, Gospel, Jazz und Reggae, und wird gelegentlich als Tuku Music bezeichnet. Mtukudzi ging häufig auf Tournee, unter anderem nach Großbritannien und Nordamerika.

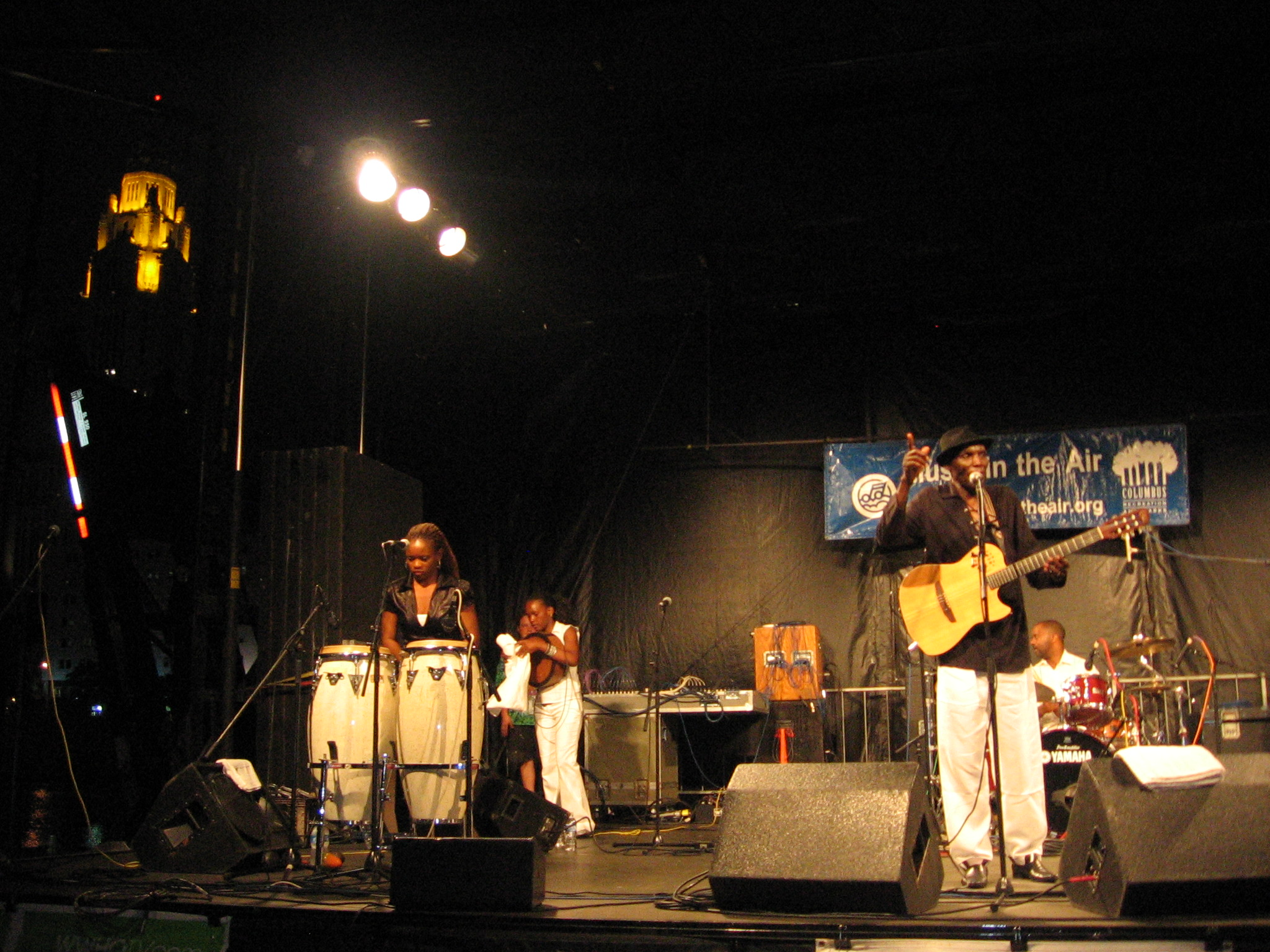
Mtukudzi mit seiner Band (2008)

Er war ab 2011 UNICEF-Botschafter für die Region Ostafrika und das südliche Afrika.
Oliver Mtukudzi war zweimal verheiratet, hatte fünf Kinder und starb an Diabetes.

## Auszeichnungen
- 2003: Kora Award in der Kategorie Bester Künstler Südliches Afrika
- Mtukudzi wurde unmittelbar nach seinem Tod zu einem Nationalen Helden Simbabwes erklärt.[6]

## Diskographie

### Alben
- 1978 Ndipeiwo Zano
- 1979 Chokwadi Chichabuda
- 1979 Muroi Ndiani?
- 1980 Africa
- 1981 Shanje
- 1981 Pfambi
- 1982 Maungira
- 1982 Please Ndapota
- 1983 Nzara
- 1983 Oliver’s Greatest Hits
- 1984 Hwema Handirase
- 1985 Mhaka
- 1986 Gona
- 1986 Zvauya Sei?
- 1987 Wawona
- 1988 Nyanga Yenzou
- 1988 Strange, Isn’t It?
- 1988 Sugar Pie
- 1989 Grandpa Story
- 1990 Chikonzi
- 1990 Pss Pss Hallo!
- 1990 Shoko
- 1991 Mutorwa
- 1992 Rombe
- 1992 Rumbidzai Jehova
- 1992 Neria Soundtrack
- 1993 Son of Africa
- 1994 Ziwere MuKobenhavn
- 1995 Was My Child
- 1995 The Other Side: Live in Switzerland
- 1997 Ndega Zvangu
- 1998 Dzangu Dziye
- 1999 Tuku Music
- 2000 Paivepo
- 2001 Neria
- 2001 Bvuma (Tolerance)
- 2002 Shanda Soundtrack
- 2002 Vhunze Moto
- 2003 Shanda (Alula Records)
- 2003 Tsivo (Revenge)
- 2004 Greatest Hits Tuku Years
- 2004 Mtukudzi Collection 1984–1991
- 2004 Mtukudzi Collection 1991–1997
- 2005 Nhava
- 2006 Wonai
- 2007 Tsimba Itsoka
- 2008 Dairai (Believe)
- 2010 Rudaviro
- 2010 Kutsi Kwemoyo (Compilation)
- 2011 Rudaviro
- 2011 Abi’angu (Duets of My Time)
- 2012 Sarawoga
- 2014 Mukombe Wemvura
- 2016 God Bless You – The Gospel Collection
- 2016 Eheka Nhai Yahwe!
- 2018 han’a  (Concern)